# HD 45350
HD 45350 — одиночная звезда в созвездии Возничего на расстоянии приблизительно 153 световых лет (около 47 парсек) от Солнца. Видимая звёздная величина звезды — +7,9m. Возраст звезды определён как около 5,59 млрд лет.
Вокруг звезды обращается, как минимум, одна планета.

## Характеристики
HD 45350 — жёлтая звезда спектрального класса G5IV, или G5. Масса — около 1,153 солнечной, радиус — около 1,262 солнечного, светимость — около 1,383 солнечной. Эффективная температура — около 5502 K.

## Планетная система
В 2004 году группой астрономов было объявлено об открытии планеты HD 45350 b.
В 2019 году учёными, анализирующими данные проектов HIPPARCOS и Gaia, у звезды обнаружена планета HIP 30860 c.